# (1856) Růžena
(1856) Růžena ist ein Asteroid des inneren Hauptgürtels, der am 8. Oktober 1969 von der russischen Astronomin Ljudmila Iwanowna Tschernych am Krim-Observatorium in Nautschnyj bei einer Helligkeit von 16,0 mag entdeckt wurde. Nachträglich konnte der Asteroid bereits auf Aufnahmen nachgewiesen werden, die am 18. und 20. März 1941 am Iso-Heikkilä-Observatorium der Universität Turku in Finnland gemacht worden waren.
Der Asteroid wurde auf Vorschlag der Entdeckerin benannt nach Růžena Petrovičová, Mitarbeiterin des Kleť-Observatoriums in Tschechien und Beobachterin von Kometen und Kleinplaneten.

## Wissenschaftliche Auswertung
Eine Auswertung von Beobachtungen durch das Projekt NEOWISE im nahen Infrarot führte 2012 zu vorläufigen Werten für den Durchmesser und die Albedo im sichtbaren Bereich von 6,6 km bzw. 0,34. Nach der Reaktivierung von NEOWISE im Jahr 2013 und Registrierung neuer Daten wurden die Werte 2016 angegeben mit 6,6 km bzw. 0,32, diese Angaben beinhalten aber hohe Unsicherheiten.
Nach photometrischen Beobachtungen vom 2. bis 24. April 2018 an drei verschiedenen Observatorien in New Mexico und Malta konnte aus den aufgezeichneten Lichtkurven für (1856) Růžena eine Rotationsperiode von 5,960 h ermittelt werden. Weitere Beobachtungen vom 24. Februar bis 17. April 2018 an drei verschiedenen Observatorien in Mexiko ergaben eine nahezu übereinstimmende Rotationsperiode von 5,957 h.
Aus archivierten Daten des Asteroid Terrestrial-impact Last Alert System (ATLAS) aus dem Zeitraum 2015 bis 2018 konnte in einer Untersuchung von 2022 mit der Methode der konvexen Inversion eine Rotationsperiode von 5,95662 h bestimmt werden.

## Asteroidenpaar
(1856) Růžena bildet mit dem Asteroiden (1651) Behrens ein quasi-complanares Asteroidenpaar. Sie besitzen sehr ähnliche Bahnelemente und bewegen sich nahezu in der gleichen Bahnebene, allerdings sind ihre Apsidenlinien deutlich gegeneinander verdreht. (1651) Behrens besitzt eine etwas kürzere Umlaufzeit um die Sonne als (1856) Růžena, so dass er diese etwa alle 85 Jahre überholt. Für einen Zeitraum von etwa 2 Jahren führen die beiden Asteroiden dann als Quasisatelliten eine Pendelbewegung umeinander aus, allerdings ohne gravitativ aneinander gebunden zu sein, bevor sie sich wieder voneinander entfernen. In den 1000 Jahren um die derzeitige Epoche herum kommen sich die beiden Körper aber nicht näher als 3,1 Mio. km.